# Limenitis violascens
Limenitis violascens är en fjärilsart som beskrevs av Ruggero Verity 1950. Limenitis violascens ingår i släktet Limenitis och familjen praktfjärilar. Inga underarter finns listade i Catalogue of Life.